# Paulina Dudek
Paulina Dudek (Gorzów Wielkopolski, 16 juni 1997) is een Pools voetbalspeelster.

## Clubcarrière
Ontwikkeld bij Stilon Gorzów Wielkopolski, vervoegde Dudek zich vóór het seizoen 2014-15 bij Medyk Konin en won daar drie opeenvolgende Ekstraliga-titels. Op 7 mei 2017 scoorde ze haar eerste hattrick in een 5-0 overwinning tegen AZS PWSZ Wałbrzych. Ze tekende in januari 2018 een contract bij Paris Saint-Germain. Al snel veroverde Dudek een basisplaats en speelde ze jarenlang voor de Parijzenaars. Op 25 september 2022 liep Dudek in een wedstrijd tegen Fleury 91 een zware kruisbandblessure op waar ze al anderhalf jaar aan het herstellen van is. Desondanks behield PSG het vertrouwen in Dudek en tekende ze op 12 april 2024 een nieuwe contract tot medio 2026 in het Parc des Princes.

## Statistieken
| Seizoen | Club                | Competitie          | Competitie | Competitie | Beker | Beker | Overig | Overig | Totaal | Totaal |
| Seizoen | Club                | Competitie          | Wed.       | Dlp.       | Wed.  | Dlp.  | Wed.   | Dlp.   | Wed.   | Dlp.   |
| ------- | ------------------- | ------------------- | ---------- | ---------- | ----- | ----- | ------ | ------ | ------ | ------ |
| 2017/18 | Paris Saint-Germain | Division 1 Féminine | 3          | 0          | 0     | 0     | 0      | 0      | 3      | 0      |
| 2018/19 | Paris Saint-Germain | Division 1 Féminine | 16         | 1          | 0     | 0     | 3      | 1      | 19     | 2      |
| 2019/20 | Paris Saint-Germain | Division 1 Féminine | 15         | 1          | 0     | 0     | 4      | 1      | 19     | 2      |
| 2020/21 | Paris Saint-Germain | Division 1 Féminine | 17         | 1          | 1     | 0     | 7      | 0      | 25     | 1      |
| 2021/22 | Paris Saint-Germain | Division 1 Féminine | 20         | 3          | 3     | 1     | 9      | 2      | 32     | 5      |
| 2022/23 | Paris Saint-Germain | Division 1 Féminine | 2          | 0          | 0     | 0     | 2      | 0      | 5      | 0      |
| 2023/24 | Paris Saint-Germain | Division 1 Féminine | 0          | 0          | 0     | 0     | 0      | 0      | 0      | 0      |
| Totaal  | Totaal              | Totaal              | 73         | 6          | 6     | 1     | 42     | 8      | 121    | 15     |

Bijgewerkt t/m 12 april 2024.

## Interlandcarrière
Dudek was de aanvoerder van het Polen onder-17 team dat het UEFA Women's Under-17 Championship 2013 won. Ze is ook opgeroepen door het Poolse nationale team, met optredens tijdens de 2019 FIFA Women's World Cup-kwalificatiewedstrijden.